# بطولة كرة القدم الألمانية 1937
بطولة كرة القدم الألمانية 1937 (بالألمانية: Deutsche Fußballmeisterschaft 1936/37)‏ هو الموسم 30 من بطولة كرة القدم الألمانية ‏. أقيم خلال الفترة 4 أبريل 1937 وحتى 20 يونيو 1937، وأشرف على تنظيمه اتحاد ألمانيا لكرة القدم، وكان عدد الأندية المشاركة فيه 16، وفاز فيه شالكه 04.